# فيديريكو رودريغيز
فيديريكو رودريغيز (بالإسبانية: Federico Rodríguez) (3 أبريل 1991 بمونتفيدو في الأوروغواي - ) هو لاعب كرة قدم أوروغواني في مركز الهجوم. شارك مع منتخب الأوروغواي تحت 20 سنة لكرة القدم. أما مع النوادي، فقد لعب مع بنيارول وبيلا فيستا ومونتيفيديو واندررز ونادي بولونيا ونادي بياتشينزا ونادي جنوى ونادي لوغانو وبوسطن ريفر ونادي لوكارنو.

## وصلات خارجية
- فيديريكو رودريغيز على موقع قاعدة بيانات كرة القدم.إي يو (الإنجليزية)
- فيديريكو رودريغيز على موقع Soccerway.com (الإنجليزية)
- فيديريكو رودريغيز على موقع عالم كرة القدم.نت (الإنجليزية)
- فيديريكو رودريغيز على موقع AS.com (الإسبانية)